# فاليريا ماريني
فاليريا ماريني (بالإيطالية: Valeria Marini)‏ هي عارضة وممثلة إيطالية، ولدت في 14 مايو 1967 بروما في إيطاليا.

## أعمال

### أفلام
- (2010) مكان ما[7]
- (2011) 11-11-11

## وصلات خارجية
- فاليريا ماريني على موقع IMDb (الإنجليزية)
- فاليريا ماريني على موقع ألو سيني (الفرنسية)
- فاليريا ماريني على موقع أول موفي (الإنجليزية)
- فاليريا ماريني على موقع ديسكوغز (الإنجليزية)
- فاليريا ماريني على موقع قاعدة بيانات الفيلم (الإنجليزية)
- فاليريا ماريني على موقع كينوبويسك (الروسية)